# Luxembourg Open 2023
Die Luxembourg Open 2023 im Badminton fanden vom 4. bis zum 7. Mai 2023 in Luxemburg (Stadt) statt.

## Sieger und Platzierte
| Disziplin    | Gold                                    | Silber                             | Bronze                             |
| ------------ | --------------------------------------- | ---------------------------------- | ---------------------------------- |
| Herreneinzel | S. Sankar Muthusamy Subramanian         | Ade Resky Dwicahyo                 | Lin Kuan-ting                      |
| Herreneinzel | S. Sankar Muthusamy Subramanian         | Ade Resky Dwicahyo                 | Krishna Adi Nugraha                |
| Dameneinzel  | Hina Akechi                             | Chiang Ying-li                     | Happy Lo Sin Yan                   |
| Dameneinzel  | Hina Akechi                             | Chiang Ying-li                     | Tara Shah                          |
| Herrendoppel | William Kryger Boe Christian Faust Kjær | Lau Yi Sheng Lee Yi Bo             | Lai Po-yu Tsai Fu-cheng            |
| Herrendoppel | William Kryger Boe Christian Faust Kjær | Lau Yi Sheng Lee Yi Bo             | Joshua Magee Paul Reynolds         |
| Damendoppel  | Kirsten de Wit Alyssa Tirtosentono      | Amalie Cecilie Kudsk Signe Schulz  | Bengisu Erçetin Nazlıcan Inci      |
| Damendoppel  | Kirsten de Wit Alyssa Tirtosentono      | Amalie Cecilie Kudsk Signe Schulz  | Diede Odijk Iris van Leijsen       |
| Mixed        | Patrick Scheiel Franziska Volkmann      | Andreas Søndergaard Iben Bergstein | Benjamin Illum Klindt Signe Schulz |
| Mixed        | Patrick Scheiel Franziska Volkmann      | Andreas Søndergaard Iben Bergstein | Michiel Kruijt Alida Chen          |